# Aeroportul Sultan Haji Ahmad Shah
Aeroportul Sultan Haji Ahmad Shah (IATA: KUA, ICAO: WMKD) este un aeroport din Kuantan⁠(d), Kuantan District⁠(d), Pahang⁠(d), Malaysia ce deservește zona Pahang⁠(d). Aeroportul a fost tranzitat în 2021 de 20.865 de pasageri.
Situat la o altitudine de 18 m, aeroportul dispune de o singură pistă. Este operat de Malaysian Armed Forces⁠(d).